# Carbajosa de la Sagrada
Carbajosa de la Sagrada é um município da Espanha na província de Salamanca, comunidade autónoma de Castela e Leão, de área 13,71 km² com população de 4673 habitantes (2007) e densidade populacional de 227,58 hab/km².

## Demografia
| Variação demográfica do município entre 1991 e 2004 | Variação demográfica do município entre 1991 e 2004 | Variação demográfica do município entre 1991 e 2004 | Variação demográfica do município entre 1991 e 2004 |
| --------------------------------------------------- | --------------------------------------------------- | --------------------------------------------------- | --------------------------------------------------- |
| 1991                                                | 1996                                                | 2001                                                | 2004                                                |
| 673                                                 | 1126                                                | 2290                                                | 3111                                                |